# 皮埃爾·法蘭索瓦·索雷
皮埃爾·法蘭索瓦·索雷·德·拉博里（法語：Pierre François Sauret de la Borie；1742年3月23日—1818年6月24日），法國陸軍將領、政客，曾被授勳為帝國男爵。他於1756年入伍，曾參與七年戰爭等戰，在法國大革命戰爭期間晉升為將軍。1793年，他被任命為「東庇里牛斯軍團」的步兵師師長，在庇里牛斯山戰爭中表現傑出，然後於1795年轉調至「意大利軍團」，在拿破崙·波拿巴麾下服役。此後不久，他退出現役，活躍於政壇。

## 早年
皮埃爾·法蘭索瓦·索雷於1742年3月23日出生於法國加納，於1756年加入法蘭西王國陸軍，服役於吉耶讷團。他在七年戰爭期間曾參與許多戰役，包括15歲時在哈斯滕贝克战役中作戰。1763年，他晉升為士官，之後緩慢晉升直至1780年成為軍官，然後在1792年成為上尉。

## 法國大革命戰爭

### 庇里牛斯山戰爭
1792年，索雷服役於「阿爾卑斯山軍團」。1793年至1795年間，他隸屬「東庇里牛斯軍團」，與西班牙作戰，並因戰功迅速晉升。1793年10月，他晉升為旅級將軍。同年12月，他在维勒隆格-代尔斯蒙茨作戰時腿部負傷，隨後獲擢升為師級將軍。

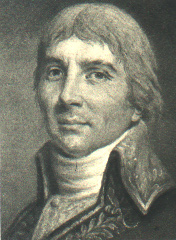
雅克·迪戈米耶

1794年1月，雅克·弗朗索瓦·迪戈米耶接掌「東庇里牛斯軍團」指揮權後，將軍隊改編為三個步兵師與一個騎兵預備隊。索雷、多米尼克·佩里尼翁與皮埃尔·奥热罗分別擔任步兵師指揮官，安德烈·德·拉巴爾則指揮騎兵部隊。迪戈米耶發起攻勢期間，索雷率部參與並贏得1794年4月30日至5月1日的布盧戰役。其麾下包括讓-法蘭索瓦·米卡斯、路易·佩爾蒂埃、讓-雅克·科塞、讓·西蒙·皮埃爾·皮農及克洛德-維克托·佩蘭等人指揮的旅，隨後投入科利烏爾圍城戰科利尤爾圍城戰，該戰自布盧戰役翌日展開。5月26日，西班牙7,000人駐軍投降，而法國王室流亡軍移民軍則乘漁船逃離。9月，貝勒加德堡陷落，使迪戈米耶得以策劃當年秋季對加泰隆尼亞的攻勢。
索雷在黑山戰役中負責指揮左翼，11月17日，迪戈米耶命其發動佯攻。翌日，迪戈米耶被西班牙砲彈擊斃，其繼任者佩里尼翁隨即增援索雷。法軍歷經四日苦戰，突破由西班牙、葡萄牙及法國流亡軍駐守的防線。西軍指揮官路易·費爾明·德·卡瓦哈爾於11月20日死守聖母堡陣亡，其軍隨之潰散。

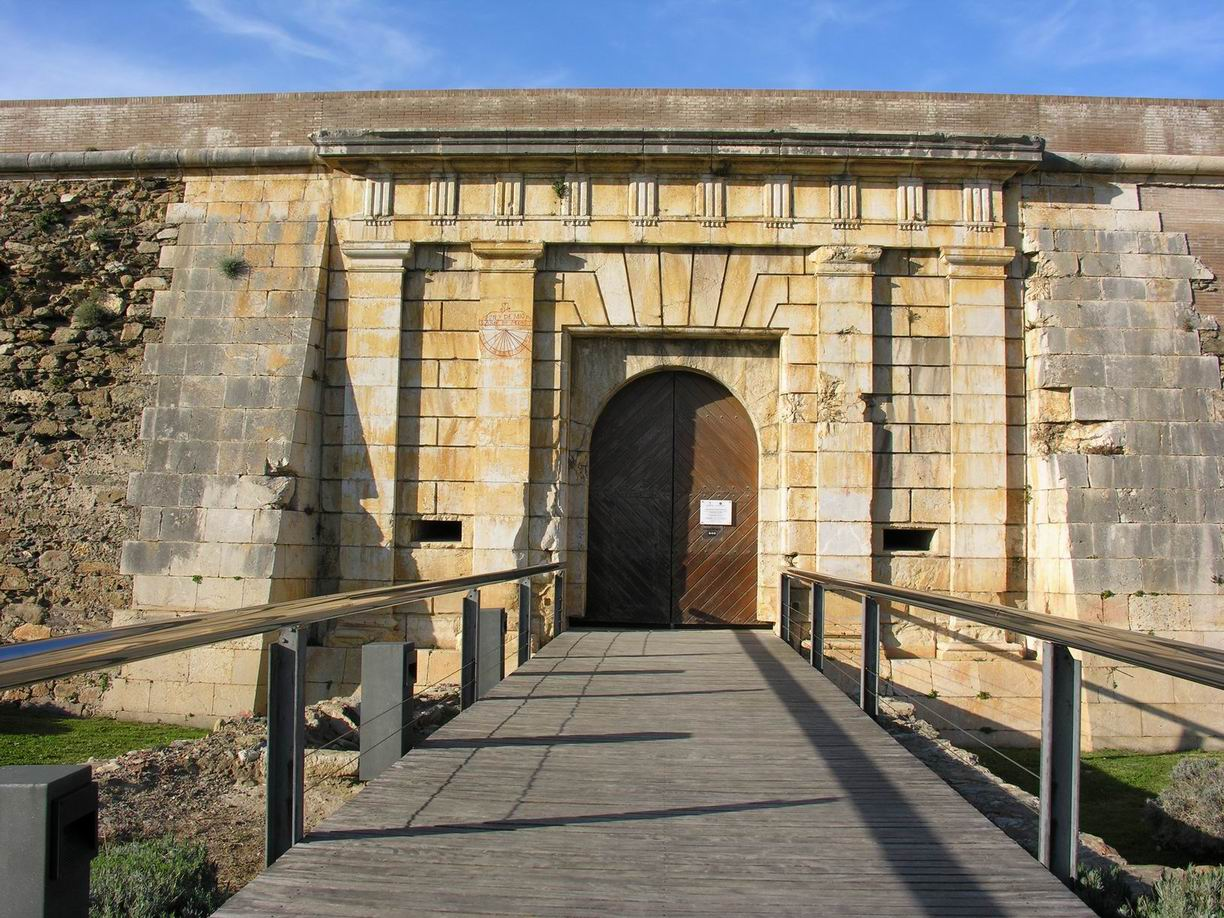
羅薩斯城堡

戰後，佩里尼翁迅速攻占菲格拉斯，並圍攻羅薩斯港。1794年11月28日至1795年2月4日，索雷率領13,000人圍攻羅薩斯堡，期間兩度負傷。其指揮的部隊包括維克多、科塞、約瑟夫·馬格德萊納·馬丁、羅貝爾·莫特、泰奧多爾·沙貝爾及法蘭索瓦·吉勒·吉約等人指揮的旅，另有讓-巴蒂斯特·博福爾率領的一支小型師。儘管冬季嚴寒，佩里尼翁與索雷仍積極推進圍城行動，重型火炮設於皮布瓦山，以砲擊關鍵前哨聖三一堡。堡壘在猛烈砲火下嚴重損毀，西軍遂於1795年1月1日棄守。2月3日晚，費德里科·格拉維納指揮西班牙艦隊將駐軍撤離，避開翌日法軍即將發動的總攻。

### 義大利戰役

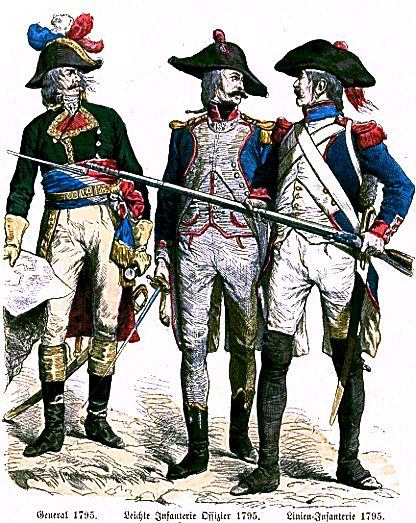
1795年法軍將軍、輕步兵軍官及線列步兵的還原圖

1796年春，索雷轉調拿破崙·波拿巴指揮的「義大利軍團」，並很快投入到阻止奧軍總司令維爾姆澤發動的首次解圍曼托瓦行動中。7月底，索雷率領4,500人的師防守加尔达湖西側，其麾下包含吉厄將軍與呂斯卡將軍分別指揮的兩個旅。拿破崙認為，由於該地區的山路條件惡劣，不利於大規模軍事行動，因此索雷的兵力已足以守備該地。然而，當彼得·闊斯達諾維奇率領18,000人的奧軍右翼縱隊自北方來襲時，索雷的部隊不僅在兵力上遠居劣勢，且毫無防備。
7月29日，彼得·奧特將軍與約瑟夫·歐奇考伊將軍指揮的奧軍部隊攻占加瓦尔多與薩洛，迫使索雷撤退至加尔达湖群滨代森扎诺，損失500人及兩門火炮。然而，吉厄率領400名法軍堅守於薩洛的馬丁寧戈宮，築壘拒守，不肯投降。次日，約翰·馮·克勒瑙將軍率部突襲布雷西亚，切斷法軍通往米蘭的補給線。拿破崙面對基地遭奪的危機迅速調整部署，轉而集中主力應對闊斯達諾維奇，同時指派皮埃尔·奥热罗將軍監視維爾姆澤率領的奧軍主力。7月31日，索雷進軍薩洛，經過數小時激戰後擊敗歐奇考伊的部隊，成功解救吉厄及其麾下。然而，索雷隨即撤回至加尔达湖畔洛纳托，讓闊斯達諾維奇決定在加瓦爾多重整軍隊。8月1日，索雷於戰鬥中負傷，由吉厄接管部隊指揮權。雙方經過一連串複雜的交戰後，8月3日的洛納托戰役最終以奧軍潰敗、闊斯達諾維奇撤退告終。索雷的部隊在吉厄指揮下持續監視奧軍右翼縱隊的撤退，並未參與8月5日的卡斯蒂廖内战役。

## 晚年
拿破崙不久後將索雷撤下指揮。他在8月14日道：「（索雷）是出色、非常出色的士兵，但就他的才華與運氣來說，他不適合成為將軍。」索雷先後成為托尔托纳、亚历山德里亚、日内瓦的城防司令，直到於1799年被選舉為立法團成員，並在1803年成為該團秘書。他在1801年正式退役，轉入政壇。1803年，他被拿破崙授勳為帝國男爵。他於1818年6月24日在其出生地加納去世，他的名字被雕刻在巴黎凱旋門的第35柱上。

## 註腳
1. ↑  Six 1934，第426頁.
2. 1 2 3 4  Chandler 1979，第402頁
3. 1 2  Ostermann 1987，第407頁
4. ↑  Smith 1998，第77頁.
5. ↑  Smith 1998，第81頁.
6. 1 2  Smith 1998，第102頁
7. ↑  Ostermann 1987，第413-414頁.
8. ↑  Fiebeger 1911，第10頁.
9. ↑  Boycott-Brown 2001，第380頁.
10. ↑  Boycott-Brown 2001，第382頁.
11. ↑  Boycott-Brown 2001，第385-386頁.
12. ↑  Boycott-Brown 2001，第389頁.
13. ↑  Fiebeger 1911，第12頁.